# ハノイ＝タイグエン＝バックカン＝カオバン高速道路

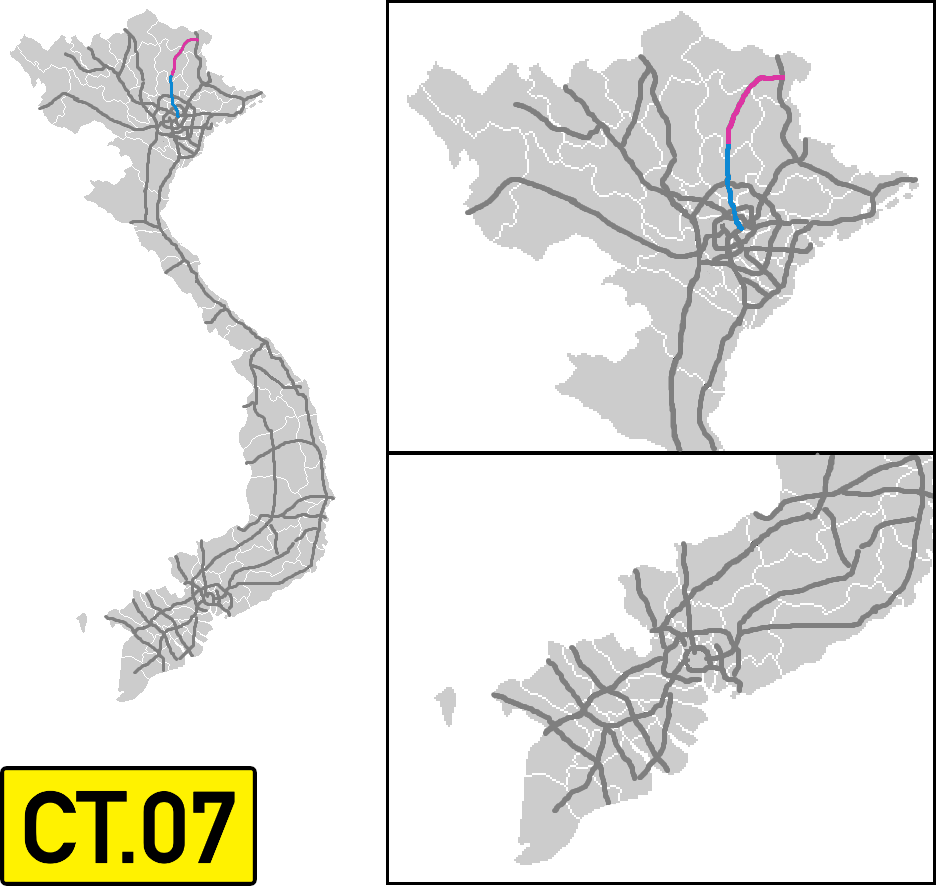
高速道路地図
青: 供用中
赤: 建設中／計画中

ハノイ＝タイグエン＝バックカン＝カオバン高速道路（ベトナム語：Đường cao tốc Hà Nội – Thái Nguyên – Bắc Kạn – Cao Bằng、英語：Hanoi – Thai Nguyen - Bac Kan - Cao Bang Expressway）は、ベトナムの高速道路。標識としては「CT.07」と表記されている。総延長69kmで、ハノイとタイグエンを結んでいる。
タイグエンは紅河デルタに於ける主要な産業地域の一つで、この高速道路により、国道3号線より高速で大量輸送の代替ルートとして、ノイバイ国際空港、ハイフォン、ハロン港など、工場や貨物輸送拠点間の輸送効率を改善している。建設費用は10兆ドンで、その2/3は日本からの円借款で賄われ、残りをベトナム政府が負担した。
建設は2009年に開始され、2014年に完成した。2018年と2019年にはいくつかの地点で長距離においてわだち掘れや陥没が発生し、修復を行なった。